# أدائية

يأتي مصطلح الأدائية من نظرية الأفعال اللغوية للفيلسوف اللغوي جون لانجشو أوستن

يشير مصطلح الأدائية (بالإنجليزية: Performativity)‏ إلى أن اللغة يمكن أن تؤدي شكلاً من أشكال العمل الاجتماعي ويكون لها تأثير في التغيير. ويُطبق هذا المفهوم في مجالات متنوعة مثل الأنثروبولوجيا والجغرافيا الاجتماعية والثقافية والاقتصاد، ودراسات النوع الاجتماعي (البناء الاجتماعي للجندر)، والقانون، واللغويات، ودراسات الأداء، والتاريخ، والدراسات الإدارية، والفلسفة.
وصف الفيلسوف اللغوي جون لانجشو أوستن هذا المفهوم لأول مرة عندما أشار إلى قدرة محددة: قدرة الكلام والاتصال على الفعل أو إتمام فعل معين. وقد ميّز أوستن هذا النوع من اللغة التقريرية التي يمكن تعريفها على أنها لغة يمكن "تقييمها على أنها صحيحة أو خاطئة". ومن الأمثلة الشائعة على اللغة الأدائية تقديم الوعود، والرهان، وإقامة حفل زفاف، والحكم في لعبة البيسبول، أو الإعلان عن حكم قضائي.
وبتأثير من جون أوستن، أشارت الفيلسوفة في دراسات الجندر جوديث بتلر إلى أن الجندر يُبنى اجتماعيًا من خلال أفعال الكلام الشائعة والاتصالات غير اللفظية التي تعتبر أدائية، حيث تستخدم لتحديد والحفاظ على الهويات. عكست هذه النظرة الأدائية الفكرة التي تقول إن هوية الفرد هي مصدر أفعاله الثانوية (الكلام، الإيماءات). بدلاً من ذلك، تنظر إلى الأفعال والسلوكيات والإيماءات كنتيجة لهوية الفرد، ومصدرًا يساهم في تشكيل هويته، والتي يُعاد تعريفها باستمرار من خلال أفعال الكلام والاتصال الرمزي. وقد تأثر هذا الرأي أيضًا بفلاسفة مثل ميشيل فوكو ولويس ألتوسير.

## نظرة تاريخية

### جون لانجشو أوستن
المصطلح يتأتى من العمل الأساسي في نظرية الأفعال اللغوية للفيلسوف اللغوي جون لانجشو أوستن في الخمسينيات، أطلق أوستن اسم "تكليفات الكلام" على الحالات التي يقوم فيها قول شيء ما بفعل شيء، بدلاً من تقرير أو وصف الواقع فقط. ويعد حديث الكلمات "أفعل" هو الحالة النموذجية هنا. لم يستخدم أوستن كلمة أدائية.
انطلاقًا من الفلسفة التحليلية، اعترض أوستن في كيفية القيام بالأشياء بالكلمات على أن "الكلام الأدائي" لا يمكن اعتباره صحيحًا أو خاطئًا كما يمكن اعتبار الكلام الاستقرائي: يمكن تقييمه فقط إما بـ "سعيد" أو "غير موفق" اعتمادًا على ما إذا تطابقت الشروط اللازمة لنجاحه. وفي هذا المعنى، فإن الأدائية تُعد وظيفة لغوية تتعلق بالتطبيق العملي للغة. وبعد أن أظهر أن جميع الأحاديث تقوم بأفعال، حتى تلك التي يبدو عليها أنها تقريرية، تخلص أوستن بشهرة من التمييز بين "الأدائية" و"التقريرية" في منتصف سلسلة المحاضرات التي أصبحت كتاباً، واستبدلها بإطار عمل يتألف من ثلاث مستويات:
- التعبير (الكلمات الفعلية المنطوقة ، تلك التي كان معظم اللغويين والفلاسفة اللغويين مهتمين بتحليلها)
- القوة الإنجازية (ما يحاول المتحدث أن يفعله في نطق العبارة)
- التأثير التحفظي (التأثير الفعلي للمتحدث على المُحاور من خلال نطق العبارة)

على سبيل المثال، إذا كان الفعل اللغوي هو محاولة لتشتيت انتباه شخص ما، فإن القوة الإنجازية هي المحاولة لتشتيت الانتباه، وبينما يشير المصطلح "التأثير التحفظي" إلى التأثير الفعلي الذي يحدث على المستمع كنتيجة للفعل اللغوي. وفي هذه الحالة، يكون التأثير التحفظي هو الإلهاء الفعلي الذي يحدث في المستمع نتيجة للفعل اللغوي المستخدم في المحادثة.
نوقش تفسير أوستن للأدائية بتوسع في الفلسفة والأدب وفي المجالات الأخرى. ويعد جاك دريدا وشوشانا فيلمان وجوديث بتلر وإيف كوزوفسكي سيدجويك بين العلماء الذين وضحوا وناقشوا جوانب من تفسير أوستن من وجهة نظر التفكيكية وعلم النفس التحليلي والنسوية ونظرية كوير. ولا سيما في أعمال النسويات ونظريات كوير، لعبت الأدائية دورًا مهماً في مناقشات التغيير الاجتماعي (أوليفر 2003).
تتم استخدام مفهوم الأدائية أيضًا في دراسات العلوم والتكنولوجيا وفي علم الاجتماع الاقتصادي. اقترح أندرو بيكرينغ نقل مفهوم "اللغة التمثيلية" إلى "اللغة الأدائية" في دراسة العلوم. واقترح ميشال كالون دراسة الجوانب الأدائية للاقتصاد، أي مدى التأثير الذي يلعبه العلم الاقتصادي ليس فقط في وصف الأسواق والاقتصاديات، ولكن أيضًا في تحديد إطارها العام. وقد أرجحت كارين برد أن دراسات العلوم والتكنولوجيا تقلل من أهمية الأدائية للغة من أجل استكشاف الأدائية للمادة (برد 2003).
تشمل الاستخدامات الأخرى لمفهوم الأدائية في العلوم الاجتماعية سلوك الأفراد اليومي (أو "الأداء") بناءً على المعايير الاجتماعية أو العادات. وقد استخدمت الفيلسوفة والنظرية النسوية جوديث بتلر مفهوم الأدائية في تحليلها لتطور النوع الاجتماعي، بالإضافة إلى تحليلها للخطاب السياسي. ووصفت إيف كوسوفسكي سيدجويك الأداء الكويري باعتباره مشروعًا مستمرًا لتحويل الطريقة التي نحدد بها (ونكسر) حدود الهوية. ومن خلال اقتراحها أن العار هو عاطفة قد تكون أدائية وتحولية، ربطت سيدجويك الأداء الكويري بنظرية الانفعال. وكانت سيدجويك مبتكرة أيضًا في مناقشتها للقدرة الأدائية، حيث وصفت ما يسميه "الأداء المحيط"، وهو المساهمة الجماعية في نجاح أو فشل الأفعال اللغوية.

## جوديث بتلر
جوديث بتلر، الفيلسوفة والمنظرة النسوية، قدمت قراءة جديدة وأكثر قراءةً فلسفيةً (تحديدًا، فوكويديًا) لمفهوم الأدائية، والذي ينبع جذوره من علم دراسة اللغة وفلسفة اللغة. تصف بتلر الأدائية بأنها "قدرة الخطاب لإعادة إنتاج الظواهر التي ينظمها ويقيدها." واستخدمت بتلر هذا المفهوم بشكل كبير في تحليلها لتطور النوع الاجتماعي.
ييضع المفهوم التركيز على الطرق التي يتم بها تمرير الهوية أو إحياؤها من خلال الخطاب. وتُعَد الأفعال الأدائية أنواعًا من الخطاب السلطوي، ولا يمكن حدوثها أو فعلها إلا من خلال القانون أو المعايير الاجتماعية. وبالتحدث عن هذه البيانات، يتم تنفيذ إجراء معين وإظهار مستوى معين من السلطة. وأمثلة على هذه البيانات هي إعلانات الملكية والمعموديات والتنصيبات والأحكام القانونية. ومن المهم في مفهوم الأدائية أن يكرر باستمرار لممارسة السلطة. العبارات ليست مفردة في طبيعتها أو استخدامها ويجب استخدامها باستمرار من أجل ممارسة القوة (Hall 2000).

### نظرية الأداء ومنظورات النوع الاجتماعي
تشرح بتلر النوع الاجتماعي بوصفه فعلاً. فعلٌ يقوم به الأشخاص في حالة الاعتقاد الذي دربوا عليه مثل النص الدرامي. وأن الناس تخلق الواقع من خلال التكرار (تمامًا مثل الممثلين الذين تبعون النص). وترى بتلر النوع الاجتماعي لا يُعد تعبيرًا عمّا هو عليه الشخص، بل شيئًا يفعله الشخص. وعلاوة على ذلك، فهي لا ترى ذلك كقيد اجتماعي على جسد خالٍ من النوع الاجتماعي، وإنما كوضع لـ "صنع الذات" من خلاله يصبح الأشخاص مفهومين اجتماعيًا. ووفقًا لنظرية بتلر، فإن المثلية والعدالة ليستا فئات ثابتة. بالنسبة لبتلر، يكون الشخص في حالة بسيطة من "القيام بالتوجه الجنسي المستقيم" أو "القيام بالتوجه الجنسي الغير مستقيم" بناءً على الأدوار الاجتماعية التي يتبعها في مجتمعه. (لويد، 1999).
بالنسبة لبتلر، فإن التمييز بين الشخصي والسياسي أو بين الخاص والعام هو في حد ذاته خيال مصمم لدعم النظام السائد المضطرب: فأعمالنا الأكثر شخصية يتم كتابتها باستمرار من خلال المفاهيم والتقاليد الاجتماعية الهيمنة والأيديولوجيات. وبالتالي، فإن الأفعال الشخصية والخاصة لا يمكن فصلها عن السياسية والعامة؛ حيث إنها جزء لا يتجزأ من الهيمنة الاجتماعية والأيديولوجيات التي تشكل نظاماً قمعياً.

### انتقادات نظرية
ثمة العديد من الانتقادات التي وجهت لمفهوم الأدائية لبتلر، وأولها هو أن النظرية فردية الطبيعة ولا تأخذ في الاعتبار عوامل مثل الفضاء الذي يحدث فيه الأداء، والعزامل الأخرى، وكيفية رؤية الآخرين أو تفسير ما يشاهدونه. وتتجاهل النظرية أيضًا التأثيرات غير المخططة لفعل الأداء والظروف المحيطة به (لويد، 1999).
انتقد البعض أيضًا بتلر لعدم وضوح مفهوم الموضوع. وقد قيل أنه في كتابات بتلر، يوجد الموضوع في بعض الأحيان بشكل مؤقت، وفي بعض الأحيان يمتلك وجودًا "حقيقيًا"، وفي بعض الأحيان يكون نشطًا اجتماعيًا. كما أن بعض المراقبين يرون أن النظرية قد يكون مناسبًا أكثر لتحليل الأدب بدلاً من النظرية الاجتماعية. (بريكل، 2005)
وثمة آخرون ينتقدون بتلر لأخذ تحليلات الجندر الاجتماعية المنهج الإثني ونظرية التفاعل الرمزي وإعادة ابتكارها في مفهوم الأدائية (دان 1997؛ جرين 2007). على سبيل المثال، يقول جرين (2007) إن عمل كيسلر وماكينا (1978) وويست وزيمرمان (1987) يبنيان مباشرة على جارفينكل (1967) وغوفمان (1959) لفك تشكيل النوع إلى لحظات الإسناد والتكرار في عملية اجتماعية مستمرة لـ "القيام" بالذكورة والأنوثة في الفاصل الأدائي. تقوم هذه الأعمال الأخيرة على فرضية أن النوع لا يسبق ولكن يأتي بعد الممارسة، ويتجسد في التفاعل الدقيق. تبني بتلر على هذه الفرضية حول طبيعة النوع لتعزيز إطارات التحليل للاعتراف والفهم للهويات والمجموعات المهمشة والمضطهدة.

## جان فرانسوا ليوتار
في كتابه "الحالة ما بعد الحداثة: تقرير عن المعرفة" (1979، الترجمة الإنجليزية 1986)، قام الفيلسوف ونظري الثقافة جان فرانسوا ليوتار بتعريف الأدائية على أنها الوضع الحاكم لتمييز المعرفة والروابط الاجتماعية في الحداثة، أي السلطة. وعلى النقيض من تمييز المعرفة الحديثة من خلال الروايات الكبرى مثل التقدم والثورة والتحرر، تعمل الأدائية عن طريق تحسين النظام أو حساب المدخلات والمخرجات. وفي تعليق، يربط ليوتار الأدائية بمفهوم أوستن للعمل الأدائي في الخطاب. ويجب على المعرفة لما بعد الحداثة أن لا تقتصر على التقرير، بل يجب أن تفعل شيئًا وتفعله بكفاءة عن طريق تحقيق أعلى نسبة مدخلات/مخرجات.
يستخدم ليوتارد مفهوم لعبة اللغة لفيتغنشتاين لينظر إلى كيفية إدارة الأدائية للتعبير والتمويل والسلوك في البحث والتعليم المعاصر، ويؤكد أنه في الأساس ينطوي على تهديد الإرهاب: "كن فعالًا (أي قابل للقياس) أو اختفِ" (الصفحة xxiv). وبينما ينتقد ليوتارد بشدة الأدائية ، إلا أنه يلاحظ أنها تدعو الباحثين إلى شرح ليس فقط قيمة عملهم، بل أيضًا قيمة هذه القيمة.
ربط ليوتارد الأدائية بظهور الحواسيب الرقمية في فترة ما بعد الحرب العالمية الثانية. وفي كتاب "بعد الحرب: تاريخ أوروبا منذ عام 1945"، يستشهد المؤرخ توني جدت بليوتارد ليؤكد أن اليسار قد تخلى بشكل كبير عن السياسة الثورية لصالح الدفاع عن حقوق الإنسان. وقد أدى اعتماد المراجعات الأدائية والتقييمات المؤسسية ونتائج التعلم من قبل مؤسسات اجتماعية مختلفة حول العالم إلى نظرية "ثقافة التدقيق" و"الأدائية العالمية" من قبل الباحثين الاجتماعيين.
وفي مواجهته للأدائية ونداء يورغن هابرماس للاتفاق، جاد ليوتارد بالدفاع عن تشريع الشرعية من خلال الاستنتاج غير المنطقي، أو إدخال الاختلاف المستقر، وغالبًا ما يتضمن التناقض، إلى لعب اللغة.

## جاك دريدا
استند الفيلسوف جاك دريدا إلى نظرية العمل اللفظي الأدائي لأوستن أثناء تفكيك مزاعمه المحورية حول الشعار والصوت وإعادة تسجيلها ضمن عمليات الكتابة العامة. وعلى عكس تركيز المنهج الهيكلي على الشكل اللغوي، قدم أوستن قوة الأفعال اللفظية، التي يصطف دريدا مع رؤى نيتشه حول اللغة.

في مقاله "التوقيع والحدث والسياق"، ركز دريدا على تفضيل أوستن للكلام والافتراضات المرافقة لوجود المتحدث ("التوقيع") وتحديد قوة العمل اللفظي بواسطة فعل أو سياق. وفي مقطع سيصبح حجر الزاوية للفكر ما بعد البنيوية، يؤكد دريدا على الاقتباس أو التكرارية لأي علامة.
يمكن اقتباس كل علامة، سواء كانت لغوية أو غير لغوية، متحدثة أو مكتوبة (بالمعنى الحالي لهذا التناقض)، في وحدة صغيرة أو كبيرة؛ ويمكن بذلك كسر كل سياق معطى، مما يولد لانهائية من السياقات الجديدة بطريقة غير محدودة تمامًا. وهذا لا يعني أن العلامة صالحة خارج السياق، ولكن العكس صحيح، أنه لا يوجد سياقات بها مركز أو رسوخ مطلق. هذه الاقتباسية، وهذا التكرار أو الإزدواج، وهذه التكرارية للعلامة، ليست حادثة أو استثناء، بل هي ما يمكن أن يسمى (طبيعي / غير طبيعي) دونه لا يمكن للعلامة أن تكون لها وظيفة تسمى "طبيعية". ما هي العلامة التي لا يمكن اقتباسها؟ أو تلك التي لن تفقد أصولها على طول الطريق؟
أُخذ تركيز دريدا على الجانب الاقتباسي للأدائية من جوديث بتلر وغيرهم من المنظرين، ورغم أن دريدا تناول الأدائية في تشكيل الذات الفردية، فإنه أثار أيضًا أسئلة مثل ما إذا كنا نستطيع تحديد متى تعرضت ثورة روسيا للخلل، وبالتالي توسيع مجال الأدائية إلى الأبعاد التاريخية.

## إعادة صياغة جون سيرل
في "تصنيف الأفعال الإنجازية"، يتناول جون سورل فكرة زميله أوستن ويعيد صياغتها. على الرغم من أن سورل يدعم نظرية أوستن للأفعال اللغوية ويتفق معها إلى حد كبير، إلا أن لديه عدد من الانتقادات، وهي: "بشكل عام، هناك (على الأقل) ست صعوبات متعلقة بتصنيف أوستن؛ بترتيب تصاعدي للأهمية: هناك ارتباك مستمر بين الأفعال والأفعال الإنجازية، وليست جميع الأفعال إنجازية، وهناك تداخل كبير للفئات، وتباين كبير داخل الفئات، والعديد من الأفعال المدرجة في الفئات لا تستوفي التعريف المعطى للفئة، والأهم من ذلك، لا يوجد مبدأ ثابت للتصنيف".
الاختلاف الرئيسي الأخير لسورل عن نظرية أوستن يكمن في مزاعمه بأن أربعة من "الأفعال" الشاملة التي يعرضها لا يحتاجون إلى سياقات "خارجية للغة"، على عكس أوستن الذي يعتقد أن جميع الأفعال الإنجازية تحتاج إلى مؤسسات خارجية للغة، يتجاهل سورل ضرورة السياق ويحل محلها بـ "قواعد اللغة".

## تطبيقات مختلفة

### الاقتصاد والتمويل
في الاقتصاد، "نظرية الأدائية" هي الادعاء بأن الافتراضات والنماذج التي يستخدمها المهنيون والمروجون يؤثرون على الظواهر التي يدعون وصفها، ويجعلون العالم أكثر توافقًا مع النظرية. طوّر هذه النظرية ميشيل كالون في كتابه "قوانين الأسواق"، قبل أن يتم تطويرها بشكل أكبر في كتاب "هل يصنع الاقتصاديون الأسواق" الذي حرره دونالد أنجوس ماكنزي وفابيان مونيسا ولوسيا سيو، وفي كتاب "تنفيذ العلوم المحبطة" الذي حررته إيفان بولديريف وإيكاتيرينا سفيتلوفا.و أهم عمل في هذا المجال هو عمل دونالد ماكنزي ويوفال ميلو هذه النظرية تركز على البناء الاجتماعي للأسواق المالية، وفي مقالة بارزة، أظهروا أن نظرية تسعير الخيارات المسماة BSM (بلاك-شولز-ميرتون) نجحت تجريبيًا ليس بسبب اكتشاف تنظيمات الأسعار الموجودة مسبقًا، ولكن لأن المشاركين استخدموها لتحديد أسعار الخيارات، حتى جعلت نفسها صحيحة.
تعرضت أطروحة أداء الاقتصاد لانتقادات واسعة النطاق من نيكولاس بريسيت في الاقتصاد والأداء. يرى بريسيت أن فكرة الأدائية المستخدمة من علماء الاجتماع كالون ولاتور تؤدي إلى رؤية مفرطة للنسبية في العالم الاجتماعي. وباستناده على أعمال جون أوستن وديفيد لويس، يطرح بريسيه فكرة حدود الأدائية. ولتحقيق ذلك، يعتبر بريسيه أن النظرية، من أجل أن تكون "أدائية"، يجب أن تصبح معترف بها. وتتطلب هذه العملية توفر بعض الشروط، حيث يجب على النظرية أن تتوافر فيها الشروط التالي:
- تزويد الفاعلين الاجتماعيين بتمثيل لعالمهم الاجتماعي مما يسمح لهم بالاختيار من بين عدة إجراءات (شرط "التجربة") ؛
- الإشارة إلى الخيار الذي يعتبر ذا صلة عندما تُعمم الاتفاقية (شرط "الوفاء الذاتي") ؛
- أن تكون متوافقة مع جميع الاتفاقيات التي تشكل البيئة الاجتماعية (شرط "التماسك") ؛[18]

بريسيه انتقد العمل الأساسي لماكينزي وميلو عن الأدائية للنموذج المالي بلاك-شولز-ميرتون، استنادًا إلى هذا الإطار. بالاعتماد على أعمال بيير بورديو ، يستخدم بريسيت أيضًا مفهوم قانون الأفعال اللغوية لدراسة النماذج الاقتصادية واستخدامها في علاقات القوة السياسية.
انتقد أسلوب ماكينزي أيضًا من قبل أوسكالي ماكي لعدم استخدام مفهوم الأدائية وفقًا لصياغة أوستن. وهذه النقطة أدت إلى نقاش في الفلسفة الاقتصادية.

### دراسات الإدارة
في إدارة الأعمال، تم استخدام مفهوم الأدائية أيضًا، باستنادٍ إلى تصوراته المتنوعة (أوستن، باراد، بارنز، بتلر، كالون، دريدا، ليوتار، وغيرهم).
في دراسة نظريات الإدارة، يظهر مفهوم الأدائية كيف يستخدم الفاعلون النظريات، وكيف ينتجون تأثيرات على الممارسات التنظيمية، وكيف تؤثر هذه التأثيرات على تلك الممارسات وتشكلها..
لى سبيل المثال، باستنادٍ إلى منظور ميشيل كالون، تم استخدام مفهوم الأدائية لإظهار كيف أدى مفهوم استراتيجية استراتيجية المحيط الأزرق إلى تحويل الممارسات التنظيمية.

### الصحافة
في إحدى المرات، قال مذيع الأخبار الألماني هانز يواخيم فريدريش أن الصحفي الجيد لا يجب أن يتآمر مع أي شيء، حتى مع شيء جيد. ولكن في مساء 9 نوفمبر 1989، مساء سقوط جدار برلين، يُقال إن فريدريش خالف قاعدته الخاصة عندما أعلن: "أبواب الجدار مفتوحة على مصراعيها" ("Die Tore in der Mauer stehen weit offen."). في الواقع، كانت الأبواب مغلقة حينها. ووفقًا لأحد المؤرخين، كان هذا الإعلان هو ما دفع آلاف الألمان الشرقيين إلى التوجه نحو الجدار، حتى أجبروا حراس الحدود على فتح الأبواب. وبهذا المعنى، أصبحت كلمات فريدريش حقيقة وفعلت ما وعدت به، وهو ما يعرف بمفهوم الأدائية.

### فن الفيديو
طوّرت نظريات الأدائية في عدة تخصصات ومناقشات. ويلاحظ أن المؤرخ النظري المتعدد التخصصات خوسيه إستيبان مونوز ربط الفيديو بنظريات الأدائية. وبالتحديد، في نظرة مونوز إلى الفيلم الوثائقي لعام 1996 من إخراج سوزانا آيكن وكارلوس أباريسيو بعنوان "التحول" (The Transformation).
على الرغم من أن الفن الأدائي (performance art) وفن الفيديو مرتبطان تاريخيًا ونظريًا، إلا أن فن الفيديو ليس فنًا فوريًا؛ حيث يستحدم هذا الفن وسائط، ويعاد تكراره والاستشهاد بمصادره. وبهذا الشكل، يطرح فن الفيديو أسئلة حول الأدائية. وعلاوة على ذلك، يضع هذا الفن الأجسام والمشاهد في مواقع معقدة، ممّا يعقد الحدود والسطوح والتجسيد والحواجز، وبالتالي تُسجل الأدائية.